# Конусний класифікатор

Конусний_класифікатор.

Конусний класифікатор (рос. конусный классификатор, англ. cone classifier, нім. kegelförmiger Klassierer m) ― найпростіший гідравлічний класифікатор. Поділ матеріалу відбувається в горизонтальному потоці. Класифікатори цього типу використовуються на збагачувальних фабриках в основному як буферні ємності й значно рідше (у зв'язку з низькою ефективністю) у допоміжних операціях для відділення пісків від шламів або для зневоднення знешламленого дрібнозернистого матеріалу. 

## Конструкція і принцип дії
Конусний класифікатор являє собою конус 1 з кутом 60-65º, установлений на рамі вершиною вниз. Живлення крупністю до 3 мм подається через центральну трубу 2, у якій встановлена сітка для вловлювання сторонніх предметів і заспокоювач потоку. Розвантаження зливу в жолоб 3 здійснюється самопливом через зливний поріг, розвантаження пісків відбувається безперервно через піскову насадку 4 або із застосуванням різних затворів періодичної дії. Крупність розділення в конусних класифікаторах становить 0,15 мм. Характерним для цих класифікаторів є високе розрідження пісків (30-40 % твердого) і невисока ефективність (50-60 %).